# Friedrich Carl Fulda

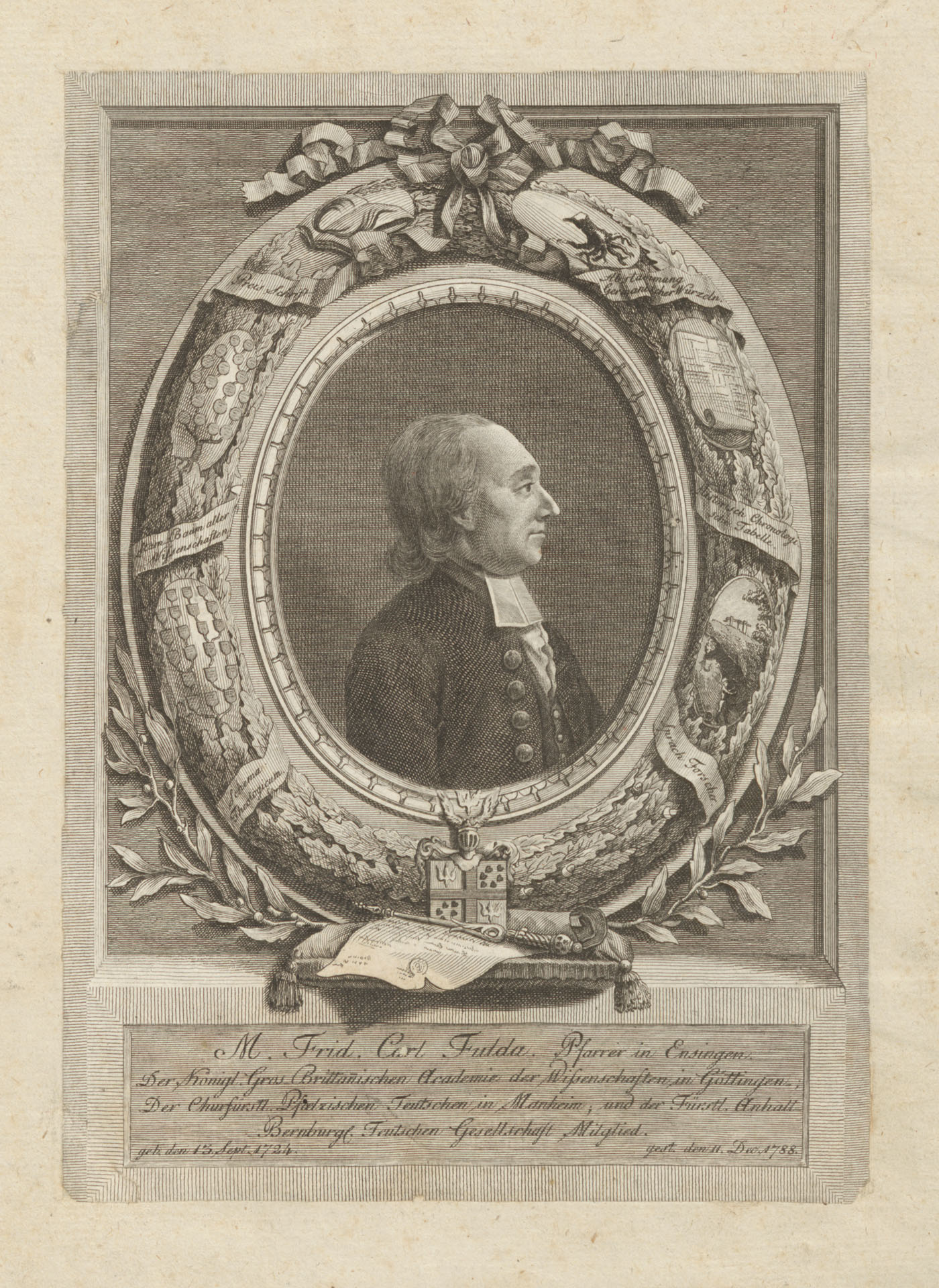
Friedrich Carl Fulda

Friedrich Carl Fulda (* 13. September 1724 in Wimpfen; † 11. Dezember 1788 in Ensingen) war ein evangelischer Theologe und Philologe. Er gehörte zu den führenden Germanisten seiner Zeit und beteiligte sich an der Ausformulieren eines einheitlichen Standards des Neuhochdeutschen, lehnte dabei jedoch die Position der Anomalisten, vertreten vor allem durch Johann Christoph Gottsched und Johann Christoph Adelung, ab.

## Leben
Er wurde als Sohn des evangelischen Pfarrers von Wimpfen geboren und ging später in Stuttgart in die Schule. Daraufhin studierte er an der Universität Tübingen evangelische Theologie. Danach war er für einige Zeit Feldprediger bei einem württembergischen Regiment in den Niederlanden. Im Jahre 1749 ging er nach Göttingen, um dort an der gerade erst gegründeten Universität Göttingen Geschichte und Statistik zu studieren. Im Jahr 1751 nahm er ein weiteres Mal eine Stellung als Militärprediger an und kam zur Garnison auf der Festung Hohenasperg. Dort lernte er auch eine Tochter des Ludwigsburger Dekans kennen, die er 1755 heiratete. Aus dieser Ehe entstammen insgesamt 13 Kinder, darunter sein Sohn Friedrich Karl von Fulda (1774–1847), der später Professor für Kameralwissenschaften an der Universität Tübingen wurde. 1776 wurde er zum korrespondierenden Mitglied der Göttinger Akademie der Wissenschaften gewählt.
Im Jahr 1758 ging er als Pfarrer in die Gemeinde von Mühlhausen an der Enz, wo zuvor Philipp Friedrich Hiller tätig war. In Mühlhausen verbrachte er die nächsten 29 Jahre, und dort entstanden auch seine bedeutendsten Schriften. Als im Jahr 1787 der Ort durch Schenkung unter die Herrschaft des Herzogs von Württemberg kam, ging Fulda nach Ensingen, wo er schon im Jahr darauf starb.

## Veröffentlichungen
- Ueber die beiden Hauptdialecte der Teutschen Sprache. Eine Preisschrift von Herrn M. Friedrich Carl Fulda, welche von der Königlichen Societät der Wissenschaften zu Göttingen den 9ten November 1771 ist gekrönet worden. Breitkopf, Leipzig 1773. Digitalisat
- Sammlung und Abstammung Germanischer Wurzel-Wörter, nach der Reihe menschlicher Begriffe, zum Erweis der Tabelle, die der Preisschrift über die zwen Hauptdialecte der Teutschen Sprache angefügt worden ist, von dem Verfasser derselbigen. Herausgegeben von Johann Georg Meusel. Halle 1776. Digitalisat.
- Der teütsche Sprachforscher allen Liebhabern ihrer Muttersprache zur Prüfung vorgelegt. 2 Bände. Friedrich Carl Fulda und Johann Nast, Stuttgart, 1777–1778
- Grundregeln der teutschen Sprache. Mezler, Stuttgart 1778. (Digitalisat)
- Versuch einer allgemeinen teutschen Idiotikensammlung, den Sammlern und Liebhabern zur Ersparung vergeblicher Mühe bey bereits schon aufgefundenen Wörtern, und zu leichterer eigener Fortsetzung, gegeben von Friedrich Carl Fulda, Pfarrer zu Mühlhausen an der Ems im Herzogthum Würtenberg. Nicolai, Berlin, Stuttgart 1788. (Digitalisat)
- Überblick der Weltgeschichten zur Erläuterung der Geschichtcharte, Augsburg 1783.
- Natürliche Geschichte der Teutschen und der menschlichen Natur. Herausgegeben von D. F. Gräter, Nürnberg und Altdorf 1795 (posthum)
- Ulfilas Gothische Bibelübersetzung die älteste Germanische Urkunde nach Ihreʼns Text, mit einer grammatisch-wörtlichen Lateinischen Uebersetzung zwischen den Zeilen, samt einer Sprachlehre und einem Glossar, ausgearbeitet von Friedrich Karl Fulda. Das Glossar umgearbeitet von W. F. H. Reinwald. Herausgegeben von Iohann Christian Zahn. Weißenfels 1805. Digitalisat.
- Umfangreicher handschriftlicher Nachlass in der Universitätsbibliothek Tübingen (Handschriftenabteilung).[4]